# Pseudochthonius doctus
Pseudochthonius doctus är en spindeldjursart som beskrevs av Clarence Clayton Hoff 1963. Pseudochthonius doctus ingår i släktet Pseudochthonius och familjen käkklokrypare. Inga underarter finns listade i Catalogue of Life.